# Уваровское сельское поселение (Ленинский район)
Уваровское сельское поселение (укр. Уварівське сільське поселення, крымскотат. Къыят кой юрту, Qıyat köy yurtu) — муниципальное образование в Ленинском районе Республики Крым России, на Керченском полуострове, к западу от райцентра Ленино.
Административный центр и единственный населённый пункт сельского поселения — село Уварово.

## Население
| 2001 | 2014 | 2015 | 2016 | 2017 | 2018 | 2019 |
| ---- | ---- | ---- | ---- | ---- | ---- | ---- |
| 1055 | ↘856 | ↘855 | ↗856 | ↘852 | ↘849 | →849 |
| 2020 | 2021 |      |      |      |      |      |
| ↘848 | ↘694 |      |      |      |      |      |

## История
В 1994 году был образован Уваровский сельский совет. Ранее входил в состав Луговского сельсовета.
Статус и границы Уваровского сельского поселения установлены Законом Республики Крым от 5 июня 2014 года № 15-ЗРК «Об установлении границ муниципальных образований и статусе муниципальных образований в Республике Крым».